# 指控
指控又稱控告，是指一个人声称另一个人或組織做出了不当行为。提出指控的人是原告，而被指控的人或組織則是被告。原告可以私下或公开提出指控。有些原告在沒有證據的情況下就提出指控，不過也有人在掌握證據的情況下提出指控。被告人如果覺得指控不實，反而會指控原告是在虚假指控。